# Araceli González

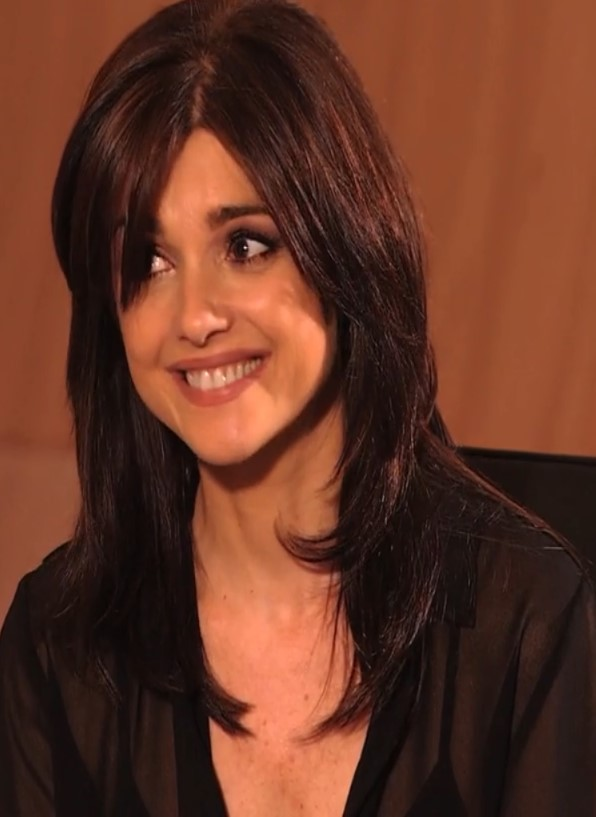
Araceli González trong chương trình trò chuyện Đàn ông đang nghĩ gì?

Araceli Edith González (phát âm tiếng Tây Ban Nha: [aɾaˈseli ɣonˈsales]; sinh ngày 19 tháng 6 năm 1967) là một nữ diễn viên, người mẫu thời trang và người dẫn chương trình truyền hình người Argentina.

## Tiểu sử
González được sinh ra ở Buenos Aires, Argentina.
Cô bắt đầu biểu diễn nghệ thuật từ khi còn nhỏ sau khi chiến thắng một giải thi khiêu vũ tại nhà hát "el Globo Rojo" ở khu vực Buenos Aires. Khi chỉ mới chín tuổi, cô đã được Cơ quan Cohen mời tham gia sản xuất quảng cáo thương mại. Khi cô đến tuổi thành niên, sự nghiệp của cô bắt đầu tham gia vào ngành công nghiệp thời trang, trở thành gương mặt đại diện cho nhiều sản phẩm thời trang và trình diễn trên sàn catwalk tại nhiều chương trình thời trang ở Argentina và Châu Âu. Ban đầu, khuôn mặt của cô được biết đến ở Buenos Aires trong một chiến dịch tóc khổng lồ của Llongueras, hiển thị hình ảnh mái tóc đen thẳng của cô trái ngược với mái tóc đỏ xoăn của nam người mẫu Vito. Sau đó, ngôi sao người mẫu của Araceli đã nổi bật với các bài báo ảnh toàn thân của cô cho chiến dịch " Caro Coure ". Hình tượng của González được liên kết với các nhãn hiệu thương mại khác nhau trên khắp thế giới vào cuối những năm 1980 và 1990.
Sau khi làm việc như một nữ diễn viên ở châu Âu, và sau đó trở về Argentina, vào năm 2006-2007, cô đóng vai Gabriela Solís trong Amas de Casa Desesperadas. Cô cũng tham gia vào nhiều bộ phim và sản phẩm sân khấu.

## Đời tư
González đã kết hôn năm 20 tuổi với nam diễn viên Rubén Torrente năm 1988 và sinh đứa con đầu lòng, một cô con gái tên Florencia Torrente, vào đầu năm đó; Cuộc hôn nhân của cô kéo dài đến năm 1991. Cô cũng có một cậu con trai Tomás Kirzner, từ cuộc hôn nhân của cô với Adrián Suar, người cô kết hôn năm 1996. Họ ly dị năm 2002. Cô đã kết hôn với người chồng hiện tại Fabián Mazzei, kể từ năm 2008.